# Свети Димитър (Бачево)
Вижте пояснителната страница за други значения на Свети Димитър.
„Свети Димитър“ е българска възрожденска църква в разложкото село Бачево, България, част от Неврокопската епархия на Българската православна църква.

## История
В 1833 година поп Теодосий от Годлево издейства султански ферман за построяване на църквата. Тя е построена в 1835 година с доброволен труд на местното население. В 1882 година църквата е опожарена от турците. В 1883 година е възстановена. Иконите за църквата са изрисувани от видния живописец Симеон Молеров.